# Strumigenys takasago
Strumigenys takasago is een mierensoort uit de onderfamilie van de Myrmicinae. De wetenschappelijke naam van de soort is voor het eerst geldig gepubliceerd in 1995 door Terayama, Lin & Wu.